# Eubelum garambae
Eubelum garambae är en kräftdjursart som beskrevs av Van Name 1920. Eubelum garambae ingår i släktet Eubelum och familjen Eubelidae. Inga underarter finns listade i Catalogue of Life.